# Maurice Dumesnil (pilote)
Pour les articles homonymes, voir Dumesnil.
Maurice Dumesnil est un aviateur et résistant français né le 25 février 1904 à Suresnes et mort le 30 décembre 1967 à Matoury en Guyane,.

## Biographie
Ingénieur des Arts et Métiers et pilote boursier de l'école Farman en août 1923, Maurice Dumesnil est engagé en 1927 à l'Aéropostale et devient alors compagnon de vol d' Antoine de Saint-Exupéry et Jean Mermoz.
En avril 1929, il entre à la Compagnie internationale de navigation aérienne (CIDNA) puis rejoint Air France en 1933, année de la création de la Compagnie.
En décembre 1937, il est nommé Chevalier de la Légion d'honneur. En 1939, il est fait Officier de l'Ordre de l'Étoile noire puis obtient la Croix de guerre 1939-1945 avec étoile d'argent. À partir de juin 1940, il rejoint le réseau de résistance britannique Buckmaster qui participe à la Résistance française intérieure. Avec ce réseau, il réalise plus de 18 opérations d'atterrissages en zone occupée à l'aide d'un Lysander.
En 1948, il fonde la SATGA (Société aérienne de transport Antilles-Guyane) puis arrive en Guyane en novembre 1949 où il crée les toutes premières lignes aériennes, reliant ainsi les communes de l'intérieur du territoire.
En mai 1953, il est nommé Officier de la Légion d'honneur.
Il meurt d'une crise cardiaque le 27 décembre 1967, à l'âge de 63 ans. Il repose auprès de sa femme au cimetière de Matoury, en Guyane.

## Médailles et distinctions
- 1937:  Chevalier de la Légion d'honneur
- 1939:  Officier de l'ordre de l'Étoile noire
- 1939:  Croix de guerre 1939–1945 Croix de guerre (étoile d'argent)
- 1953:  Officier de la Légion d'honneur

## Mémoire
- Depuis 2016, une rue de Cayenne, chef-lieu de la Guyane, porte son nom.
- Le collège Concorde-Maurice Dumesnil de Matoury a été baptisé en son honneur[2].